# Warapong Pooduangdart
Warapong Pooduangdart (thailändisch วราพงษ์ ภูดวงดาษ; * 31. Mai 1997) ist ein thailändischer Fußballspieler.

## Karriere
Warapong Pooduangdart stand bis September 2020 beim Khon Kaen United FC unter Vertrag. Wo er vorher unter Vertrag stand, ist unbekannt. Der Verein aus Khon Kaen spielte 2019 in der dritten thailändischen Liga. Hier trat Khon Kaen in der Upper-Region an. Am Ende der Saison feierte er mit Khon Kaen die Meisterschaft der Region und den Aufstieg in die zweite Liga. Im September 2020 wechselte er zum Drittligisten Muang Loei United FC. Mit dem Klub aus Loei spielte er in der North/Eastern Region. Am Saisonende wurde er Mit Muang Loei Vizemeister. In den Aufstiegsspielen zur zweiten Liga konnte man sich nicht durchsetzen. Zur Saison 2021/22 unterschrieb er einen Vertrag beim Zweitligisten Lampang FC. Sein Zweitligadebüt für den Verein aus Lampang gab Warapong Pooduangdart am 12. September 2021 (2. Spieltag) im Auswärtsspiel gegen den Nakhon Pathom United FC. Hier stand er in der Startelf und wurde nach der Halbzeitpause gegen Panupong Puakpralab ausgewechselt. Das Spiel endete 1:1. Am Ende der Saison belegte er mit Lampang den vierten Tabellenplatz und qualifizierte sich für die Aufstiegsspiele zur ersten Liga. Im Finale der Aufstiegsspiele konnte man sich gegen den Trat FC durchsetzen und man stieg in die erste Liga auf. Nach dem Aufstieg verließ er den Verein. Von Juni 2022 bis Dezember 2022 war er vertrags- und vereinslos. Am 1. Januar 2023 nahm ihn der Zweitligist Udon Thani FC unter Vertrag. Am Ende der Saison 2022/23 wurde er mit dem Verein aus Udon Thani Tabellenletzter und stieg somit aus der zweiten Liga ab. Nach dem Abstieg verließ er den Verein und schloss sich im Sommer 2023 dem Drittligisten Udon United FC an. Der Verein, der ebenfalls in Udon Thani beheimatet ist, spielte in der North/Eastern Region der Liga. Für den Verein stand er neunmal in der Liga auf dem Spielfeld. Nach der Hinrunde wurde sein Vertrag im Dezember 2023 nicht verlängert. Nach kurzer Vertragslosigkeit nahm ihn im Sommer 2024 der Drittligist Khon Kaen Mordindang FC unter Vertrag. Mit dem Verein aus Khon Kaen spielt er in der North/Eastern Region der Liga. Am Ende der Saison 2024/25 musste er mit dem Klub aus Khon Kaen als Tabellenletzter absteigen.

## Erfolge
Khon Kaen United FC
- Thai League 3 – Upper: 2019  ▲